# Джугджур
58° пн. ш. 136° сх. д. / 58° пн. ш. 136° сх. д.
Джугджур — гори на північно-західному узбережжі Охотського моря, в Хабаровському краю Росії.

## Географія
Витягнуті полого-опуклою дугою на 700 км. Переважають висоти 800—1200 м, найбільша 1906 м (гора Топко). Утворені новітнім асиметричним підняттям — пологий континентальний уступ з річками сточища Алдану різко відрізняється від глибше розчленованого приморського. У південно-західній частині дуги підняті гнейси і граніти піздньодокембрійського віку; на північному сході сланці і вапняки, зім'яті в мезозої, перекриті могутньою товщею лав і туфів крейдяного і палеогенового віку. Переривисте Прибережне пасмо, відособлене подовжньою долиною р. Улья, сильніше зволожене. Клімат помірно холодний мусонний з суворою зимою. Уздовж узбережжя, омиваного холодними водами моря, — чагарники кедрового сланнику, на приморських схилах до висоти 1300 м — охотська гірська тайга з аянською ялиною, на алданській покотистості — світлохвойна тайга з даурської модрини. У припасмовій зоні хащі кедрового сланця. Зубчаті гольці — свідки стародавнього заледеніння, зайняті гірською тундрою.